# 少年

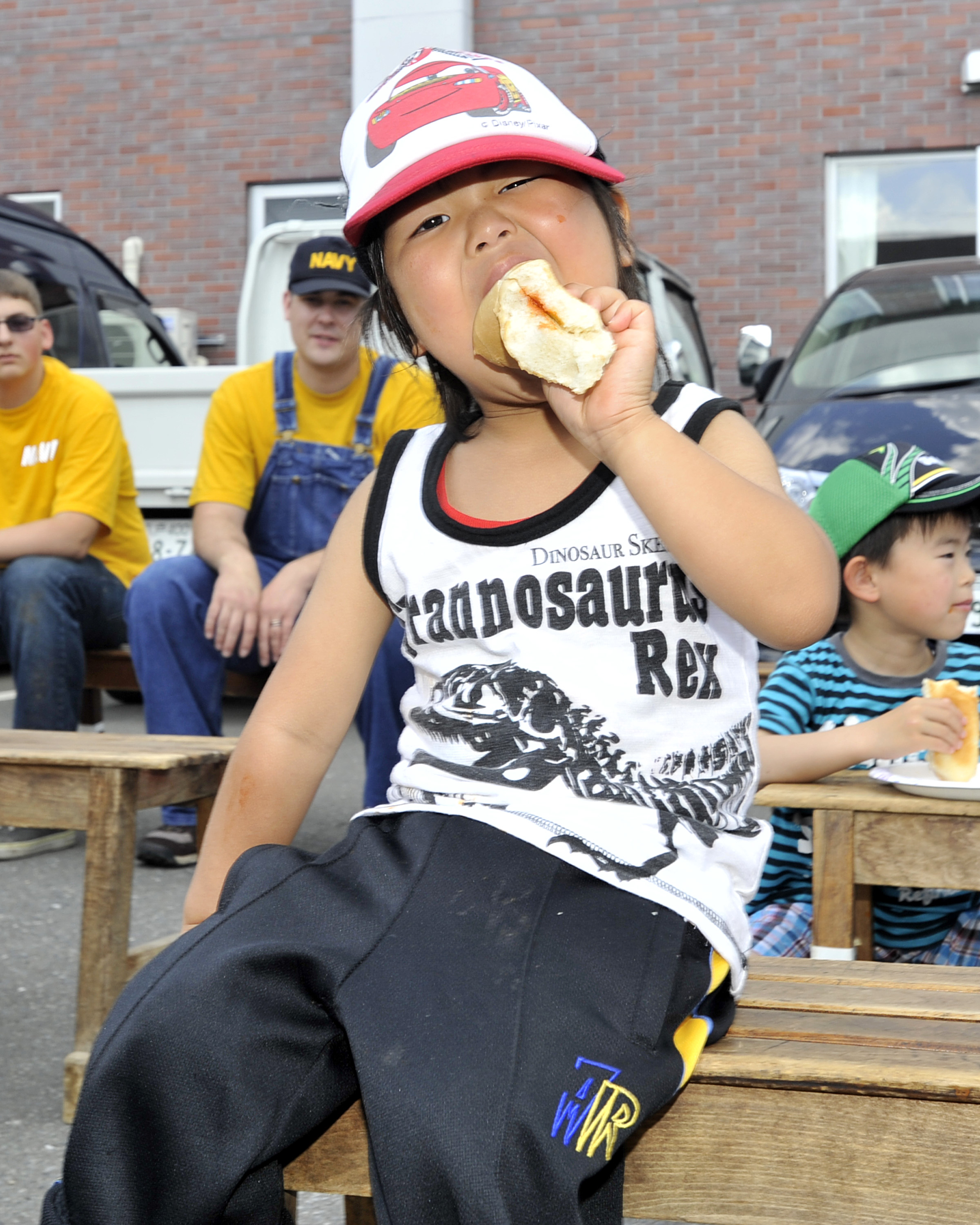
少年

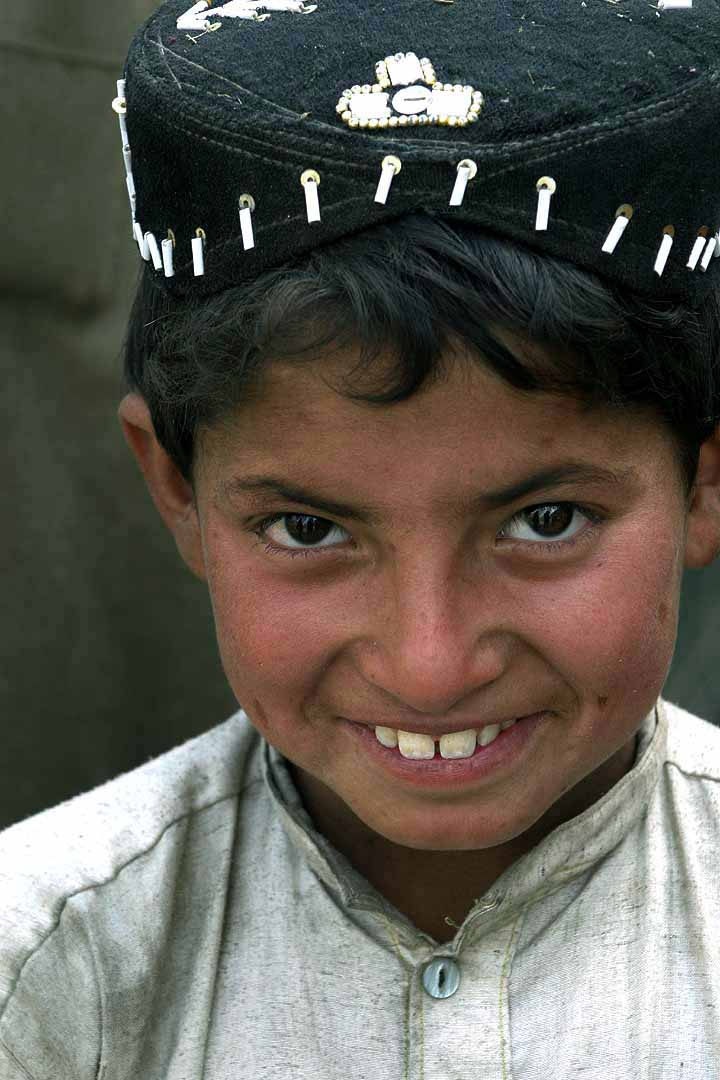
パキスタンの少年

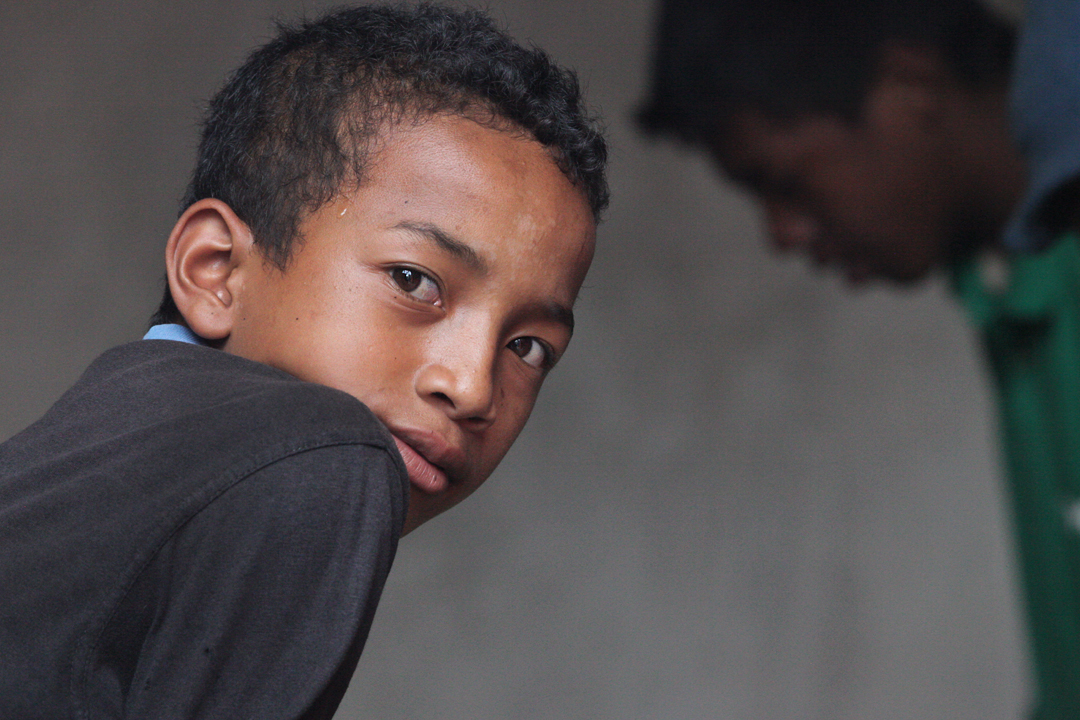
マダガスカルの少年

少年（しょうねん）は厚生労働省の提言『健康日本21』の資料では、年の若い、5歳から14歳までの世代を指す。特に女性の場合は少女とも呼ぶ が、「少年法」と称されるように司法では性別を問わない。近年は狭義において小学校高学年・中学生・高校生に相当する年齢の男性を指すこともある。広義においては20歳未満の者という意味で使われ、その場合は乳児や幼児をも含む。なお、漢文などの古典における「少年」は、現代日本語よりやや対象年齢が高い「青年」「若者」のニュアンスに近く、老人に対して30歳前後ぐらいまでの若年層を含む。かつて、15歳までは子供で、元服式を行った者はそこで大人として扱われるが、その人の容姿や精神年齢から元服式を前後されることがあった。昔は少年達は喧嘩をしたり、危険な遊びをしたりしていたが自分達のことは自分達で解決し、今のように大人が子供社会に入ってくることはなかった。そのためどの子も、逞しさを持っていた。また、現在では少年とは男の子を指すことが多いが、本当は男女の区別はない。よって一人称も俺またはおらも今は男の子しか使っていないが昔は女性も俺、おらといった呼び方をしていた。
各種の法律における「少年」の定義は法律により異なる。
英語では少年はJuvenileとされるが、Wikipediaの言語間リンクでは日本語の狭義の意味であるBoyに設定されている。Juniorは相対的に年少者を示す言葉である。

## 法令での定義

### 用法
法律においては、「少年」という用語について様々な用法があり、代表的なものとして児童福祉法第4条第3項の「小学校就学の始期から、満18歳に達するまでの者」や、少年法第2条第1項の「20歳に満たない者」という定義がある。
また、教育や文化の分野では、独立行政法人国立少年自然の家法第3条など、義務教育を受けている児童・生徒を指すこともある。
なお、「少年」という用語は、男子・女子に関係なく用いるが、女子の少年を少女と表すこともある。
条例においては18歳未満という意味で「青少年」という用語も用いられる。また、人口統計学においては15歳未満の者を指し、総務省の人口統計においても15歳未満の人口を「年少人口」と定義している。

### 種類
さらに、少年法の関係法令においては、少年（20歳に満たない者）について、さらに次の種類を設けている。

#### 非行少年
非行少年とは、刑罰法令に規定する罪を犯した少年または犯すおそれのある少年のことである。非行少年には、犯罪少年、触法少年、虞犯少年の種類がある。
少年警察活動規則第2条第5号で定義されている。
- 犯罪少年

犯罪少年とは、罪を犯した14歳以上20歳未満の少年のことである。
少年法第3条第1項第1号、少年警察活動規則第2条第2号で定義されている。
- 触法少年

触法少年とは、14歳に満たないで、刑罰法令に触れる行為をした少年のことである。
少年法第3条第1項第2号、少年警察活動規則第2条第3号で定義されている。
- 虞犯少年

虞犯少年とは、18歳に満たないで保護者の正当な監督に服しない性癖がある者、正当の理由がなく家庭に寄りつかない者、犯罪性のある人または不道徳な人と交際する者、いかがわしい場所に出入りする者、自己または他人の徳性を害する行為をする性癖がある者であり、かつ、その性格または環境に照らして、将来、罪を犯し、または刑罰法令に触れる行為をするおそれのある少年のことである。
少年法第3条第1項第3号、少年警察活動規則第2条第4号で定義されている。

#### 不良行為少年
不良行為少年とは、非行少年には該当しないが、飲酒、喫煙、深夜徘徊その他自己または他人の徳性を害する行為（不良行為）をしている少年のことである。
少年警察活動規則第2条第6号で定義されている。

#### 被害少年
被害少年とは、犯罪その他少年の健全な育成を阻害する行為により被害を受けた少年のことである。
少年警察活動規則第2条第7号で定義されている。

#### 要保護少年
要保護少年とは、児童虐待を受けた児童、保護者のない少年その他の児童福祉法による福祉のための措置またはこれに類する保護のための措置が必要と認められ、かつ非行少年（犯罪少年、触法少年、ぐ犯少年）に該当しない少年のことである。
少年警察活動規則第2条第8号で定義されている。

## 教育
- 保育所
- 幼稚園
- 小学校
- 中学校
- 専修学校高等課程
- 高等学校
- 専修学校専門課程
- 高等専門学校
- 特別支援学校
- 短期大学
- 大学
- 初等教育
- 中等教育